# Loui Jover
Loui Jover (Debeljača, 18 aprile 1967) è un pittore australiano di origini serbe, noto per le sue opere d'arte in dipinti a inchiostro su pagine di libri vintage.

## Biografia
Trasferitosi all'età di un anno in Australia, dove è cresciuto, ha sempre avuto una passione per l'arte e in particolare per Pablo Picasso. Ispirato da suo padre, che era anche artista, iniziò a dipingere da bambino e portò avanti il suo interesse ossessivo per l'arte arruolandosi nell'esercito australiano come illustratore e fotografo. Dopo aver lasciato l'esercito ha continuato a dipingere con inchiostro e oli e più avanti nella sua carriera ha anche realizzato collage e sculture. Appartenente alla generazione dei baby boomer, in gioventù ha manifestato contro la guerra contro il Vietnam. Oggi lavora come illustratore e artista freelance a tempo pieno nel Queensland e il suo motto è "I paint, I draw, I do this every day".

## Opere
Per la cantante cubano-americana Camila Cabello Jover ha disegnato due cover per i suoi singoli Crying in the Club e I Have Questions. Ha anche lavorato ad alcuni pezzi scultorei, ma è noto principalmente per le sue opere in inchiostro su pagine di libri o giornali usati di cui fa in modo che si possa sentire l'atmosfera della storia racchiusa in quelle pagine. Si considera un artista malinconico e ama l'idea della nostalgia negativa, il sentirsi triste per un retroscena o una storia, che sia la sua o quella di qualcun altro, o anche di un oggetto.

## Ispirazione
Alle sue opere si ispira l'artista italiana Arcy, pseudonimo di Mariarcangela Laddaga, che all'arte di Jover unisce quella di Caravaggio da cui riprende anche l’uso della luce. I soggetti dei suoi dipinti sono per lo più figure femminili, ricche di sentimenti spesso taciuti, espressi esclusivamente da movenze sensuali e sguardi diretti, e le sue figure sono modellate attraverso forti contrasti tra zone di luce e zone di ombra.